# Ogród japoński w Jarkowie

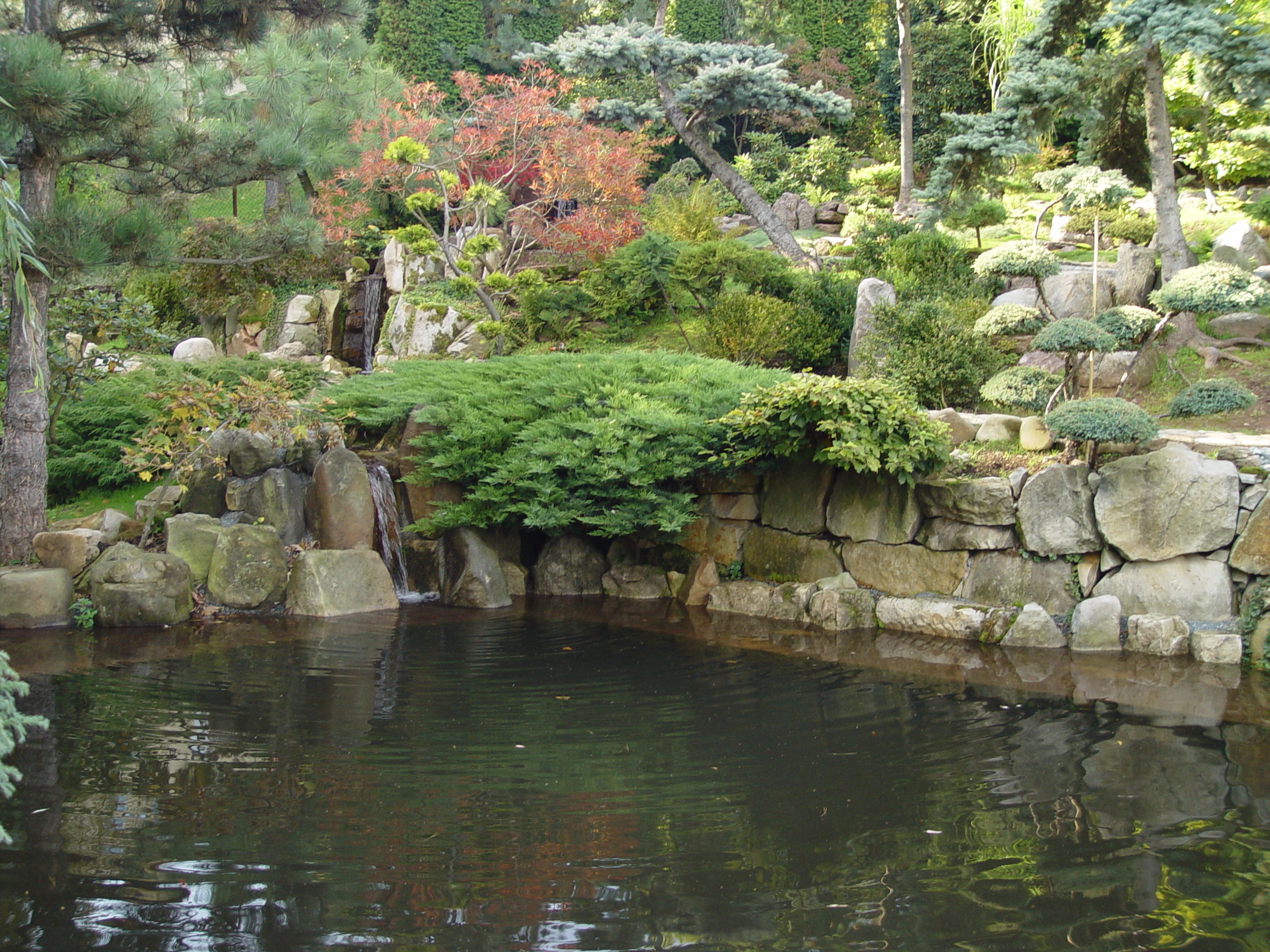
Staw z miniaturowym wodospadem

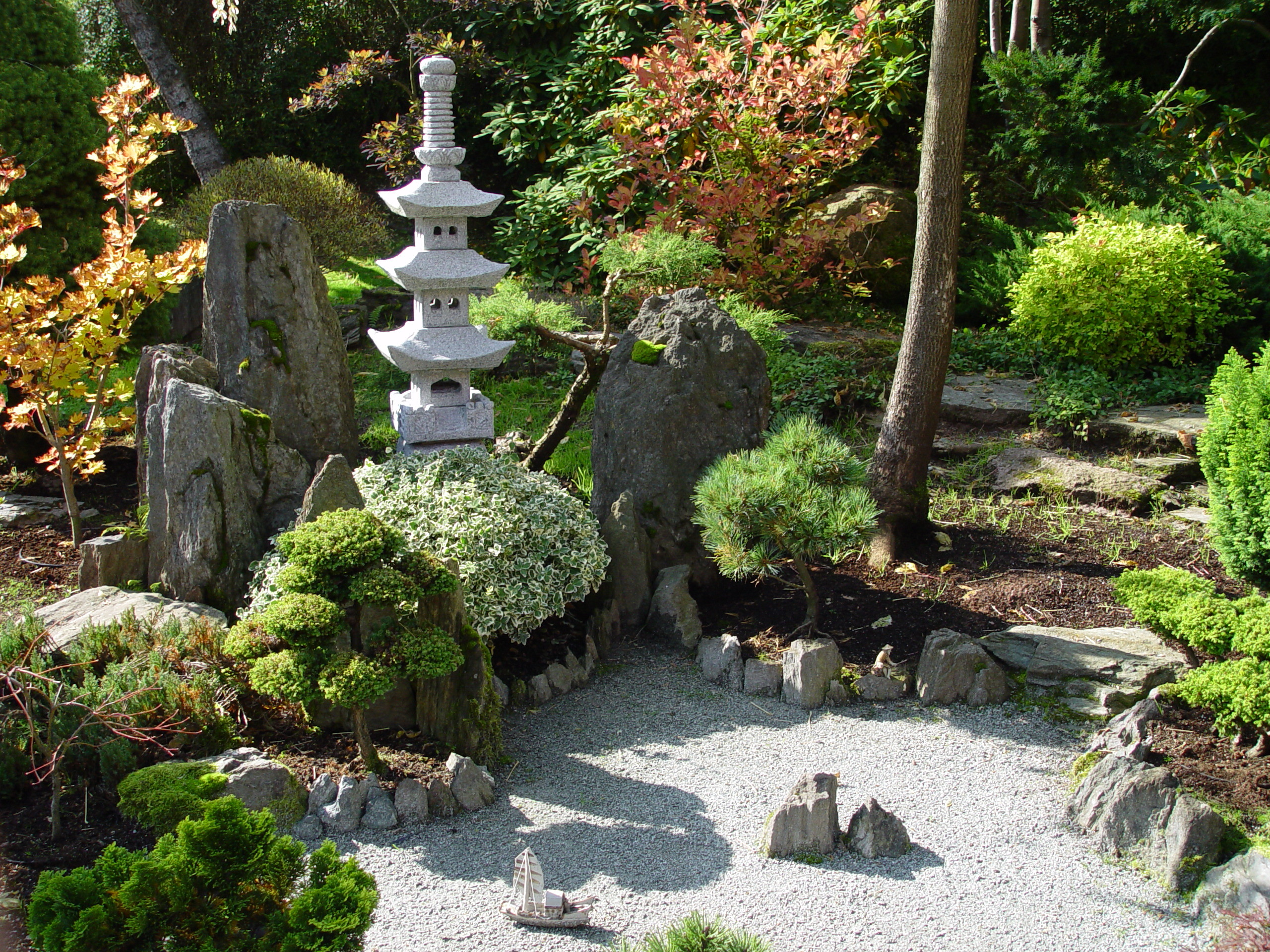
Ogródek zen

Ogród japoński w Jarkowie – ogród w tradycyjnym stylu japońskim o powierzchni około 1000 m², położony we wsi Jarków w gminie Lewin Kłodzki, w województwie dolnośląskim.
Edward Majcher – właściciel ogrodu – prace nad nim rozpoczął w roku 1980. W 2000 otrzymał nagrodę miesięcznika "Ogrody". W 2003, jako drugi tego typu obiekt w Polsce (po wrocławskim), ogród został udostępniony zwiedzającym.